# A Special Kind of Hero
«A Special Kind of Hero» (en español: Un tipo especial de héroe) es una canción de la artista británica Stephanie Lawrence, lanzada como sencillo y tema oficial de la Copa Mundial de Fútbol de 1986; celebrada en México.
Fue escrita por Rick Wakeman en 1986 y también se usó como la banda sonora de la película Héroes, documental oficial del mencionado campeonato.

## Historia
El álbum World Cup Greatest Hits en el que supuestamente se incluye esta pista, de hecho no contiene esta canción. De alguna manera hubo una confusión, la canción etiquetada como «A Special Kind of Hero» en realidad es el Himno de la FIFA.
En Argentina la canción es casi desconocida, por la razón que la película Héroes usó en su lugar Me das cada día más de la argentina Valeria Lynch. La razón fue la fuerte anglofobia en aquel país, ocasionada por la entonces reciente Guerra de las Malvinas.

## Letra
La siguiente es un fragmento:

Living for a very special sign
Telling of a very special time
Just one chance to be held up high Or be cut down
Can me see the gap between right and wrong
Tearful sounds and a joyful song
Reaching for the hands of love
My new found game, to be a special kind of hero
Viviendo para un signo muy especial
Hablando de un momento muy especial.
Solo una oportunidad de ser sostenido alto o ser reducido
¿Puedo ver la brecha entre el bien y el mal?
Sonidos de lágrimas y una canción alegre
Alcanzando las manos del amor
Mi nuevo juego encontrado, ser un tipo especial de héroe